# Walter Wallmann
Pour les articles homonymes, voir Wallmann.
Walter Wallmann, né le 24 septembre 1932 à Uelzen et mort le 22 septembre 2013 à Francfort-sur-le-Main, est un homme politique allemand membre de l'Union chrétienne-démocrate d'Allemagne (CDU).
En 1974, il est choisi pour présider la commission d'enquête parlementaire du Bundestag sur l'affaire Guillaume, qui conduit à la démission du chancelier Willy Brandt. Élu trois ans plus tard bourgmestre de Francfort-sur-le-Main, il démissionne en 1986 pour devenir le premier ministre fédéral allemand de l'Environnement, un poste auquel il renonce au bout de onze mois seulement, à la suite de son investiture comme ministre-président de Hesse, à la tête d'une coalition noire-jaune. Il est alors le premier chrétien-démocrate à détenir ce poste dans ce Land. Il est battu en 1991 par la coalition rouge-verte de Hans Eichel, et met ensuite un terme à sa carrière politique.

## Éléments professionnels

### Formation
Après avoir obtenu son Abitur en 1952, il entre à l'université de Marbourg afin d'y suivre des études supérieures de droit et de sciences politiques. Il réussit ses deux diplômes juridiques d'État à Francfort-sur-le-Main et obtient son doctorat à Marbourg en 1965.

### Carrière
Deux ans plus tard, il devient juge. Il a siégé à la cour régionale de Cassel, à la cour locale de Rotenburg an der Fulda, et à la cour régionale de Giessen.

## Activités politiques

### Au sein de la CDU
En 1961, il adhère à l'Union chrétienne-démocrate d'Allemagne (CDU). Cinq ans plus tard, il est élu président de la Junge Union (JU) dans la région de Mittelhessen, membre du conseil national de la JU et président de la CDU à Marbourg. Il exerce les deux premiers mandats pendant six ans tandis que le dernier dure huit ans.
Il prend la présidence du parti dans le Mittelhessen pour un an et en devient vice-président régional, pendant quinze ans, à partir de 1967.
Porté à la tête de la fédération du parti dans l'arrondissement de Marbourg-Biedenkopf en 1974, il reste en poste deux ans. En 1982, Walter Wallmann est élu président de la CDU de Hesse, et intègre la présidence du parti au niveau fédéral trois ans plus tard. Il abandonne ces postes en 1991 et 1992.
Il a également occupé la présidence de la CDU à Francfort-sur-le-Main entre 1995 et 1997. Depuis 2003, il est président d'honneur du parti en Hesse.

### Député régional, fédéral puis bourgmestre
Il est élu député régional au Landtag de Hesse en 1966, puis au conseil municipal de Marbourg en 1968, où il prend la tête du groupe CDU. Deux ans plus tard, il est désigné vice-président du groupe parlementaire régional chrétien-démocrate.
Le 19 novembre 1972, il est élu député fédéral au Bundestag et intègre l'année suivante le bureau du groupe CDU/CSU. En 1974, il est choisi pour présider la commission d'enquête parlementaire sur l'affaire Guillaume, qui venait de causer la démission de Willy Brandt. Cette même année, il quitte le Parlement régional et devient président du conseil municipal de Marbourg.
Il renonce à toutes ces fonctions en 1977, à la suite de son élection au poste de bourgmestre de Francfort-sur-le-Main, qu'il occupe neuf ans.

### Le premier ministre fédéral de l'Environnement

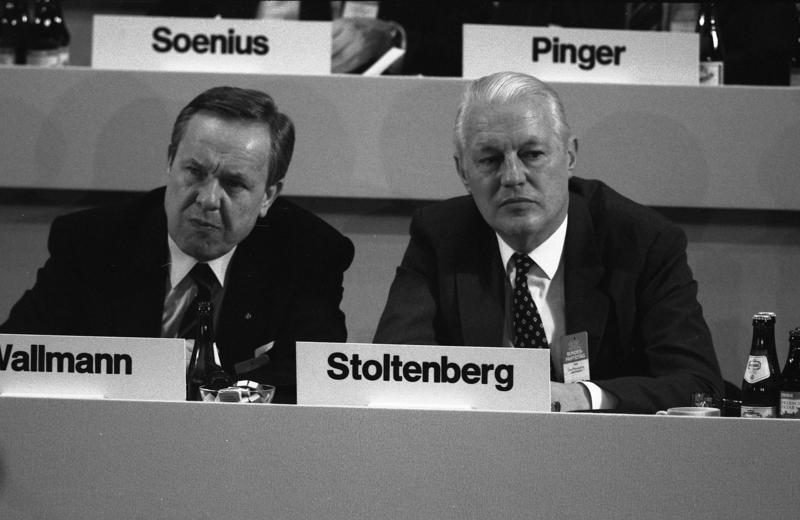
Walter Wallmann (gauche) aux côtés de Gerhard Stoltenberg en 1987.

Après la catastrophe de Tchernobyl, Walter Wallmann est nommé ministre fédéral de l'Environnement, de la Protection de la nature et de la Sécurité nucléaire par le chancelier fédéral Helmut Kohl le 6 juin 1986. Il est le premier homme politique allemand à occuper ce poste. Il est réélu au Bundestag le 25 janvier 1987 et reconduit dans ses fonctions le 12 mars suivant.
Il démissionne de son mandat parlementaire en avril 1987, et de son ministère le 7 mai.

### Ministre-président de Hesse
Il est réélu au Landtag le 5 avril 1987. Le 23 avril suivant, Walter Wallmann est investi ministre-président de Hesse. Il est le premier chrétien-démocrate à occuper ce poste dans ce Land et se trouve à la tête d'une coalition noire-jaune disposant d'une courte majorité de 56 députés sur 110. Il se présente pour un second mandat aux régionales du 20 janvier 1991 mais échoue face à Hans Eichel, candidat social-démocrate qui forme une coalition rouge-verte aussi courte que la sienne.
En sa qualité de chef de gouvernement régional, il préside le Bundesrat de sa prise de fonction jusqu'au 31 octobre suivant, la présidence tournante de la chambre des Länder revenant à la Hesse de 1986 à 1987. Il s'agit du premier cas, depuis 1949, d'une succession à ce poste en cours de mandat.